# 수노 (이탈리아)

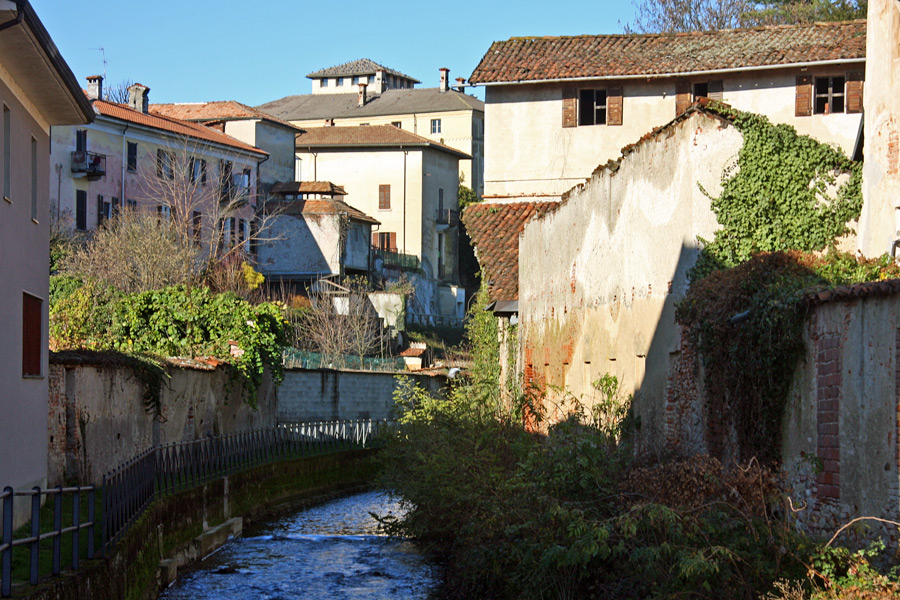
수노의 주택 전경

수노(Suno)는 이탈리아 피에몬테주 노바라도의 코무네이며, 토리노에서 북동쪽으로 약 90킬로미터 지점, 노바라에서 북서쪽으로 약 20킬로미터 지점에 위치해 있다.
수노는 로마의 콜로니아였다.

## 기념물과 건축물
- Castle of Suno.[1]
- Parish church of San Genesio.[2]
- War Memorial.[3]